# Replot

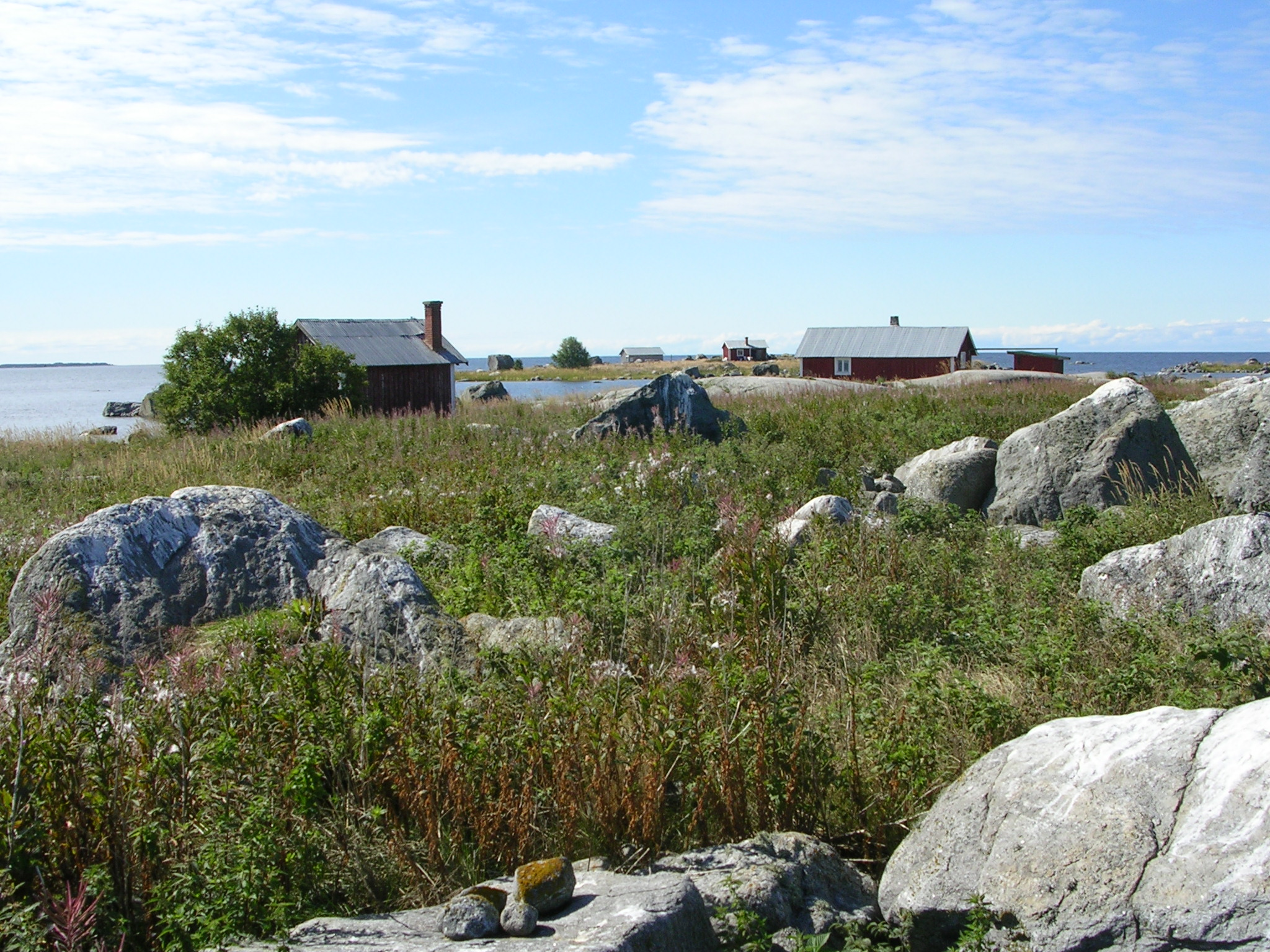
Stugor i Replots skärgård.

Replot (finska: Raippaluoto) är en ö och kyrkby i Korsholms kommun, nära Vasa. Kyrkbyn är den största av byarna i Korsholm skärgård. Tidigare fanns endast färjeförbindelse till ön, men genom Replotbron knöts förbindelserna mellan ön och fastlandet ihop ordentligt. Replot har ungefär 2 100 invånare, mestadels svenskspråkiga. Replot utgjorde en egen kommun fram till 1 januari 1973 då den uppgick i Korsholms kommun.
Ön, som är ca 142 kvadratkilometer stor, är till ytan Finlands åttonde största ö. På Replotlandet finns byarna Replot, Södra Vallgrund med bydelen Kalvholmen, Norra Vallgrund, Brändövik, Söderudden, Panike och Vistan. Norr om Replot finns ön Björkö med byn Björköby.

## Historia

Replots kommuns vapen.

Första gången som ett ortnamn i Replotlandet nämns i historiska källor var 1407. Larens Hemmingsson tillkännagav då att han hade sålt sitt gods Närnäs i Vallgrund, eller "Wallegrwndom" som han skrev, för 20 mark till Josse Lax. Ortnamnet Replot nämns första gången 1498, då sju bönder inklusive "Oleff i Repeloth" hämtade Österbottens sigill från Stockholms råd. Björköby nämns första gången 1543, då med stavningen "Börckön".
Replot fick troligen bofast befolkning under senmedeltiden då fastlandsbor valde att flytta närmare sina fiskevatten. Förutom fiske har säljakt länge varit en viktig del av livsföringen. Under 1600-talet blev Replot en del av transportleden över Kvarken. År 1617 befriades lokalbefolkningen från krigstjänst mot att de skötte om transport av resenärer och senare också om post över Kvarken från Björkö till Holmön utanför Umeå. Det här systemet upphörde 1814. I dag genomförs evenemanget postrodden från Björköby till Holmön varje sommar till minne av den historiska transporten över Kvarken.